# August Kubizek
August Kubizek (3. srpna 1888 Linec – 23. října 1956 Eferding) byl rakouský hudebník českého původu a blízký přítel Adolfa Hitlera z mládí. Později psal o jejich přátelství.

## Životopis

### Mládí
August Kubizek se narodil 3. srpna 1888 v Linci do rodiny čalouníka Michaela Kubiceka/Kubíčka (narozen 1846 v Linci) a Marie Bláhové (narozena 1864 v Rožmberku nad Vltavou). Rodiče se vzali 31. července 1887 v Linci a August byl jejich první dítě. Jeho později narozené sestry Maria, Therese a Karoline zemřely v raném dětství. Kubizek to později považoval jako rozhodnutí osudu. Hitlerova matka Klára Pölzlová totiž také ztratila čtyři děti (Gustava, Idu, Otta a Edmunda), jediný Adolf s Paulou přežili dětství. Kubizek a Hitler se poprvé setkali v Linci asi roku 1906. Oba milovali opery Richarda Wagnera, a tak se stali nejbližšími přáteli a pozdějšími spolubydlícími na pokoji na chlapecké ubytovně. Kubizek byl přijat na studia do Vídeňské Akademie múzických umění, zatímco Hitler takové štěstí neměl. V roce 1908 se Hitler s Kubizekem již dále nestýkal a bloudil bez cíle Vídní.

### První světová válka
Kubizek dokončil studia v roce 1912 a byl najat jako vedoucí orchestru v Mariboru. Další práce mu překazila první světová válka. Před odchodem na frontu se oženil a narodili se mu tři synové: Augustin, Karl Maria a Rudolf. Během války sloužil Kubizek v 2. pěším pluku. V průběhu karpatské zimní kampaně v roce 1915 byl u slovenského Prešova zraněn a sanitním vlakem byl evakuován do budapešťského lazaretu. Po měsících rekonvalescence se Kubizek vrátil na frontu a byl přidělen k mechanizovanému sboru ve Vídni.

### Pozdější kontakt s Hitlerem
Po válce přijal Kubizek pozici úředníka na magistrátu v Eferdingu a hudba se stala jeho koníčkem. V roce 1923 se dozvěděl o tom, že jeho dávný přítel se pokoušel provést Pivní puč a převzít vládu v Mnichově. Převrat se však nezdařil a Hitler dostal pět let vězení. Kubizek se ho nepokusil kontaktovat až do roku 1933, kdy mu poblahopřál k získání moci v Německu. Roku 1939 pozval Hitler Kubizeka jako svého hosta do Bayreuthu. Kubizek toto setkání popsal jako „nejšťastnější hodiny mé pozemské existence“. Hitler se zase údajně o Kubizekovi vyjadřoval jako o „jediném Čechovi, který má právo být přítelem Vůdce“. V roce 1938 byl Kubizek najat nacistickou stranou aby sepsal brožury o jeho přátelství s Hitlerem z mládí.
Když se válečné štěstí začalo v roce 1942 obracet proti Hitlerovi, Kubizek, ačkoliv se o politiku příliš nezajímal, se stal členem NSDAP. Jak sám řekl, ne proto, že by věřil v antisemitismus, ale jako gesto loajality vůči svému příteli.

### Pozdější život
V roce 1945 shromáždil Kubizek sbírku pohlednic a dalších upomínek, které mu Hitler posílal během jejich mládí a ukrýval je pečlivě v suterénu svého domu v Eferdingu. Brzy však byl zatčen a držen v Glasenbachu, kde ho vyslýchalo Americké armádní vyšetřovací trestné komando. Roku 1947 byl propuštěn. V roce 1951 uveřejnil Kubizek knihu Znal jsem mladého Hitlera. Kniha zahrnuje také skici malované Hitlerem v letech 1906 a 1908. Kniha je rozdělena na tři části a skládá se z prologu, 24 kapitol a epilogu. Roku 1956 byl Kubizek jmenován prvním čestným členem hudebního spolku v Eferdingu. Zemřel 23. října 1956, pohřben je v Eferdingu.